# Distichochlamys orlowii
Distichochlamys orlowii là một loài thực vật có hoa trong họ Gừng. Loài này được K.Larsen & M.F.Newman mô tả khoa học đầu tiên năm 2001.